# Красногвардейская улица (Красное Село)
Красногварде́йская у́лица — улица в Красном Селе, в историческом районе Скачки. Проходит от проспекта Ленина до Стрельнинского шоссе.

## Происхождение названия
Название улицы было дано по городу Красногвардейску — так с 1927 по 1941 год называлась Гатчина.